# Мінерва

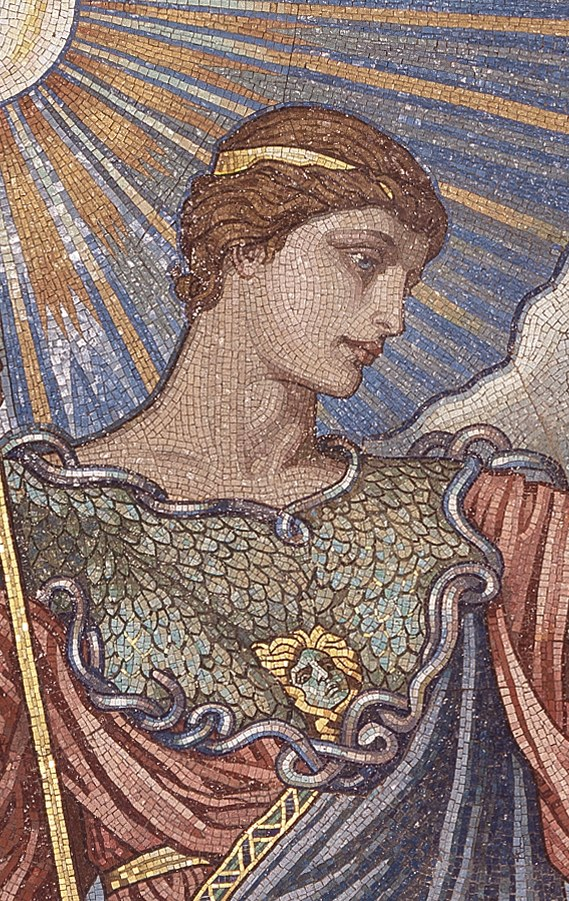
Мозаїка Мінерви миру в бібліотеці Конгресу

Мінерва (лат. Minerva; етруська: Menrva) — римська богиня мудрості, справедливості, закону, перемоги, покровителька мистецтв, торгівлі та стратегії. Мінерва протегує не насильству, як Марс, а тільки оборонній війні. Починаючи з другого століття до нашої ери римляни прирівнювали її до грецької богині Афіни. Мінерва-одне з трьох римських божеств Капітолійської тріади, поряд з Юпітером і Юноною.
Вона була незайманою богинею музики, поезією, медициною, мудрістю, торгівлею, ткацтвом і ремеслом. Її часто зображують зі своєю священною істотою, совою, зазвичай званою «совою Мінерви», яка символізувала її зв'язок з мудрістю і знанням, а також, рідше, зі змією і оливковим деревом. Мінерву зазвичай зображують високою, атлетично складеною і м'язистою, а також в обладунках і зі списом. Як найважливіша римська богиня, вона дуже шанована.Марк Теренцій Варрон вважав її втіленням ідей і плану Всесвіту.

## Етимологія
Ім'я Мінерва походить від протоіталійської *meneswo' («розумний, розуміє») і, в кінцевому рахунку, від протоіндоєвропейського (PIE) *menos («думка»). Гельмут Рікс (1981) і Ґергард Мейзер (1998) запропонували похідну *menes-ueh₂ («наділений розумом, розумний») як перехідна форма.

## Походження
Слідуючи грецьким міфам про Афіну, вона народилася від Метиди, яку проковтнув Юпітер, і вирвалася з голови свого батька, повністю озброєна і одягнена в обладунки. Юпітер зґвалтував титанессу Метису, що призвело до того, що вона спробувала змінити форму (або змінити вигляд), щоб втекти від нього. Потім Юпітер згадав пророцтво про те, що його власна дитина повалить його, оскільки у нього був Сатурн, а у Сатурна, в свою чергу, був Целус.
Побоюючись, що їх дитина буде чоловіком і стане сильнішою, ніж він був, і буде правити Небесами замість нього, Юпітер проковтнув Метису цілком, обманом змусивши її перетворитися в муху. Титанесса народила Мінерву і викувала зброю і обладунки для своєї дитини, перебуваючи в тілі Юпітера. У деяких версіях цієї історії Метиса продовжувала жити в розумі Юпітера як джерело його мудрості. Інші кажуть, що вона була просто посудиною для народження Мінерви. Постійний стукіт і дзвін завдавали Юпітеру болісний біль. Щоб полегшити біль, Вулкан використовував молоток, щоб розколоти голову Юпітера, і з ущелини з'явилася Мінерва, ціла, доросла і в повному бойовому обладунку.

## Присутність у міфології
Мінерва-видатна фігура в римської міфології. Вона з'являється в багатьох відомих міфах. Багато історій про її грецьку колегу Афінy приписуються Мінерві в римській міфології, наприклад, історія про назву Афін в результаті змагання між Мінервою та Нептуном, в якому Мінерва створила оливкове дерево.

### Мінерва і Арахна
Арахна була смертною, дуже майстерною в ткацтві і вишивці. Прекрасними були не тільки її закінчені роботи, але і сам процес, настільки, що німфа виходила зі свого природного середовища, щоб поспостерігати за її роботою. Арахна хвалилася, що її навички можуть перевершити навички Мінерви, і якщо вона помилиться, то заплатить за це високу ціну. Це розлютило Мінерву, і вона прийняла вигляд старої, щоб наблизитися до Арахни, пропонуючи їй шанс забрати свій виклик і попросити вибачення. Коли Арахна відмовилася, Мінерва позбулася свого маскування і прийняла виклик Арахни. Арахна почала ткати гобелен, який показував недоліки богів, в той час як Мінерва зображувала своє суперництво з Нептуном і богів, з огидою дивляться на смертних, які наважилися кинути їм виклик. Плетіння Мінерви було задумано як останнє попередження її ворогові, щоб він відступив. Мінерва була ображена сценами, які плела Арахна, і знищила її. Потім вона доторкнулася до чола Арахни, що змусило її відчути сором за те, що вона зробила, і змусило її повіситися. Тоді Мінерві стало шкода цю жінку, і вона повернула її до життя. Однак Мінерва перетворила її на павука в покарання за її дії, і підвішування на павутині назавжди залишиться нагадуванням Арахни про її дії, які образили богів. Ця історія також послужила застереженням смертним не кидати виклик богам.

### Мінерва і Медуза
Колись Медуза була прекрасною людиною, жрицею Мінерви. Пізніше Мінерва дізналася, що Нептун і Медуза цілувалися в храмі, присвяченому самій Мінерві. Через це Мінерва перетворила її на монстра, замінивши їй волосся шиплячими зміями і позбавивши її чарівності. Медуза перетворила будь-яку живу істоту, на яку вона дивилася, на камінь. Коли Персей наблизився до Медузи, він використав її відображення у своєму щиті, щоб уникнути контакту з її очима, а потім обезголовив її. Він передав відрізану голову Мінерві, яка поклала її зображення на свою егіду.

### Приборкання Пегаса
Коли Персей обезголовив Медузу, частина крові пролилася на землю, і з неї з'явився Пегас. Мінерва зловила коня і приручила її, перш ніж подарувати її Музу. Це був удар копита Пегаса, який відкрив фонтан Гіппокрена. Коли пізніше Беллерофонт вирушив битися з Химера, він спробував використати в бою Пегаса. Щоб зробити це, він спав у храмі Мінерви, і вона прийшла до нього з золотою вуздечкою. Коли Пегас побачив Беллерофонта з вуздечкою, кінь негайно дозволив Беллерофонту сісти верхи, і вони перемогли Химеру.

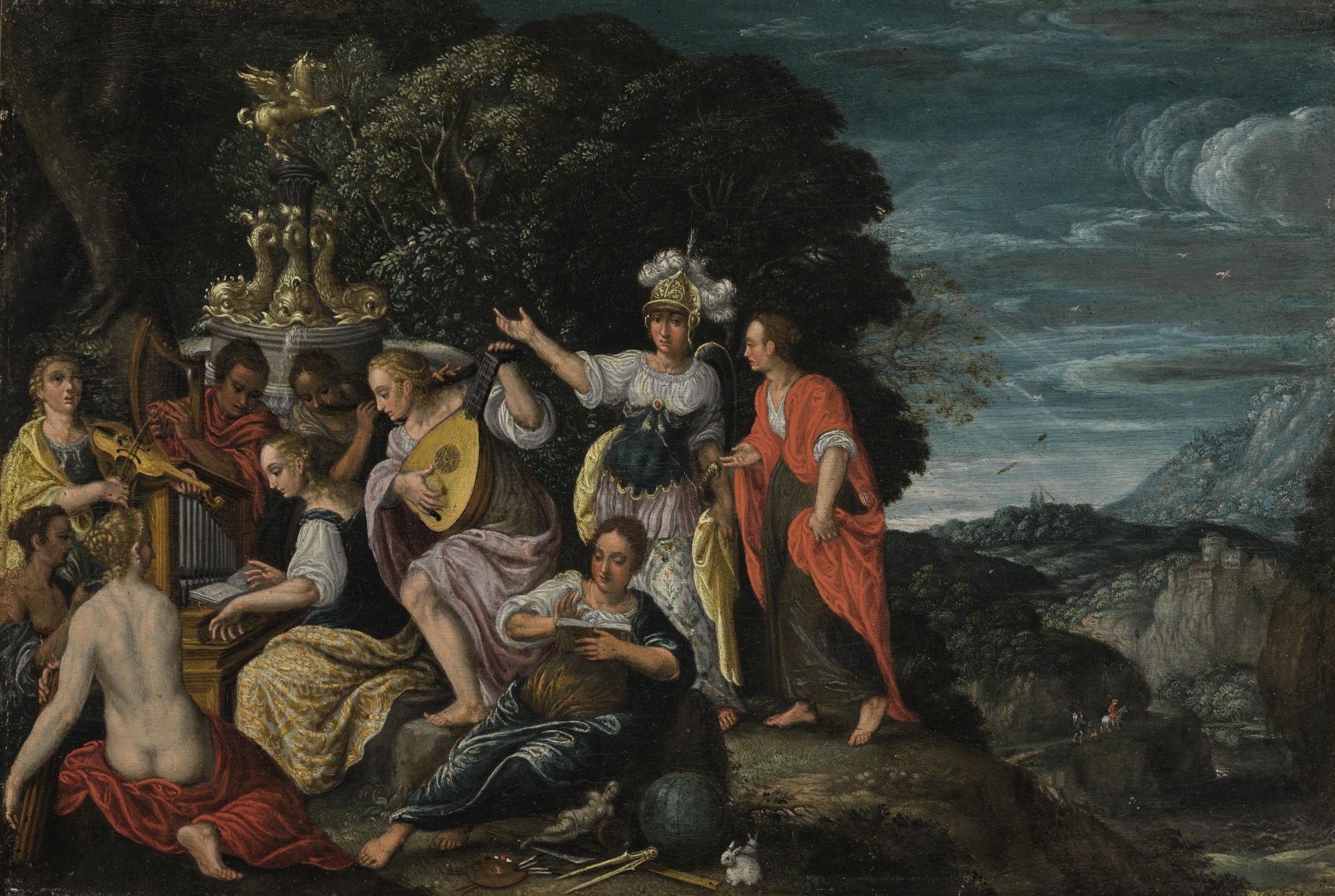
Картина Мінерви в гостях у муз

### Перетворення Аглауроса в Камінь
Метаморфози Овідія розповідають історію Мінерви та Аглавра. Коли Меркурій приходить спокусити смертну незайману Герсе, її сестра Аглаурос змушена допомогти йому через жадібність. Мінерва виявляє це і приходить в лють на Аглауроса. Вона звертається за допомогою до Заздрості, яка наповнює Аглауроса такою заздрістю до чужої долі, що вона перетворюється на камінь. Меркурію не вдається спокусити Герсу

### Мінерва і Геркулес
Мінерва допомагала герою Гераклу. В Казка Гігіна кажуть, що вона допомогла йому вбити Гідра (30.3).

### Мінерва і Одіссей
Мінерва допомагала герою Одіссею. Гігін описує у своїй роботі «Казка», що Мінерва кілька разів змінює зовнішність Одіссея, щоб захистити його і допомогти йому (126).

### Винахід флейти
Вважається, що Мінерва винайшла флейту, виконавши отвори в самшиті. Вона насолоджувалася музикою, але збентежилася через те, як виглядало її обличчя, коли вона надувала щоки, щоб грати. Через це вона викинула його, і він приземлився на березі річки, де його знайшов сатир.

### Громадські пам'ятники та місця

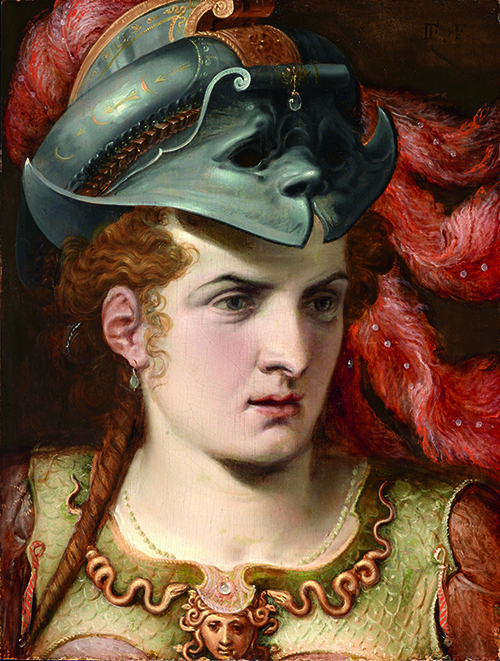
Франс Флоріс, Мінерва, Фонд Феба

- Статуя Мінерви є центром пам'ятника піонеру в Громадському центрі Сан-Франциско, створеного Френком Гапперсбергером у 1894 році.
- Невелика римська святиня Мінерви стоїть у Хендбріджі, Честер. Він розташований у громадському парку з видом на річку Ді.
- Вражаюча бронзова статуя Мінерви стоїть на даху Circulo de Bellas Artes, Мадрид, Іспанія.[13]
- Статуя Мінерви була розроблена Джоном Чарльзом Феліксом Россі, щоб прикрасити ратушу Ліверпуля, де вона стоїть з 1799 року. Він зберігся і був відновлений в рамках реконструкції 2014 року, проведеної містом.[14][15]
- Кільцева розв'язка Мінерви в Гвадалахарі, Мексика, розташована на перетині проспектів Лопес Матеос, Валярта, Лопес Котілья, Агустін Яньес і Гольфо де Кортес, зображує богиню, що стоїть на постаменті, оточена великим фонтаном з написом «Справедливість, мудрість і сила охороняють це вірне місто».
- Бронзова статуя Мінерви стоїть на Монумент-сквер (Портленд, штат Мен). «Пам'ятник Богоматері перемог», присвячений 1891 році, містить бронзову фігуру Франкліна Сіммонса заввишки 14 футів на вершині гранітного постаменту з меншими бронзовими скульптурами Річарда Морріса Ханта.[16][17]

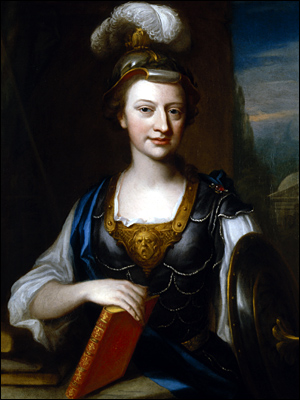
Елізабет Картер у образі Мінерви

- Скульптура Мінерви роботи Енді Скотта, відома як Бригата Мінерва, стоїть біля торгового центру Trinity Leeds.
- Мінерва зображена як статуя в Павії, Італія, біля залізничного вокзалу, і вважається важливою пам'яткою міста.
- Мінерва представлена у вигляді литої бронзової статуї в Центральній бібліотеці Міннеаполіса, виконаної в 1889 році Якобом Фьєльде.[18]
- Мінерва зображена у вигляді бронзової статуї у Вівтарі Свободи Фредеріка Ракстула 1920 року : пам'ятник Мінерві біля вершини Батл-Хілла, найвищої точки Брукліна, штат Нью-Йорк, на кладовищі Грін-Вуд.
- Мінерва зображена у вигляді 11-футової статуї в «Меморіалі Джеймса Гордона Беннета» Жана-Антонена Карлеса 1895 року на Геральд-сквер у Нью-Йорку.[19]
- Статуя Мінерви виставлена в Уеллс-коледжі біля головного корпусу. Щороку старший клас прикрашає Мінерву на початку осіннього семестру. Мінерва залишається прикрашеною протягом усього навчального року; потім під час ранку останнього дня занять і після співу навколо явора старші класи по черзі цілують ноги Мінерви, що, як вірили, приносить удачу та приносить успіх і процвітання всім випускникам.[20][21][22]
- Статуя Мінерви стоїть на вершині Інституту механіки Баллаара в Баллараті, штат Вікторія, Австралія. Також у фойє будівлі є мозаїчна плитка Мінерви, а також цілий театр, який називається на її честь, який називається «Простір Мінерви».[23]
- Бронзова статуя Мінерви стоїть на кампусі Університету Північної Кароліни в Грінсборо, Грінсборо, Північна Кароліна. Він був замовлений в 2003 році Класом 1953 року і створений скульптором Джеймсом Барнхіллом.

## У літературі
Про неї згадує в «De Mulieribus Claris», збірці біографій історичних та міфологічних жінок флорентійський автор Джованні Боккаччо, складеній в 1361-62 роках. Він примітний як перша збірка, присвячена виключно біографіям жінок в західній літературі. Поетеса Елізабет Картер, як відомо, зображена в наряді, натхненному Мінервою, а також написала вірші на її честь.